# Иуда и чёрный мессия
«Иу́да и чёрный месси́я» (англ. Judas and the Black Messiah) — американская биографическая драма 2021 года о предательстве Фреда Хэмптона (Дэниел Калуя), председателя иллинойского отделения Партии Чёрных пантер в Чикаго в конце 1960-х годов, информатором ФБР Уильямом О’Нилом (Лакит Стэнфилд). Режиссёр и продюсер фильма — Шака Кинг.
Премьера фильма состоялась 1 февраля 2021 года на кинофестивале «Сандэнс». Фильм вышел 12 февраля одновременно в кинотеатрах и в цифровом формате на HBO Max. Фильм получил высокую оценку критиков, которые высоко оценили режиссуру Кинга и актуальность темы. На 93-й церемонии вручения премии «Оскар» «Иуда и чёрный мессия» получил 6 номинаций, в том числе «Лучший фильм», а Калуя и Стэнфилд были номинированы в категории «Лучший актёр второго плана». За свою игру Калуя также завоевал премии «Золотой глобус», «Выбор критиков», премию Гильдии киноактёров и BAFTA как «Лучший актер второго плана».

## Сюжет
В конце 1960-х годов 17-летнего Уильяма «Билла» О’Нила арестовывают в Чикаго за попытку угона машины и выдачу себя за федерального офицера. Специальный агент ФБР Рой Митчелл предлагает снять обвинения с О’Нила, если он согласится работать на бюро под прикрытием. О’Нилу поручают проникнуть в иллинойскую ячейку Партии Чёрных пантер (ПЧП), которую возглавляет Фрэд Хэмптон.
О’Нил заводит тесные отношения с Хэмптоном, который занимается формированием альянсов с конкурирующими бандами и группами боевиков, а также одновременно расширяет охват населения через программу ПЧП «Бесплатный завтрак для детей». Умение убеждать и ораторское искусство Хэмптона в конечном итоге помогает сформировать коалицию «Радуга». Хэмптон также влюбляется в Дебору Джонсон, участницу ПЧП. О’Нил начинает передавать информацию Митчеллу, получая за свои услуги деньги. Когда беглый член ПЧП Джордж Сэмс прячется в чикагском штабе «Чёрных пантер», О’Нил узнает от Митчелла, что Сэмс является информатором и его присутствие в штабе позволит ФБР получить ордер на обыск.
После того, как Хэмптона арестовывают и заключают в тюрьму, О’Нил продвигается по служебной лестнице и получает повышение до начальника службы безопасности. В штабе ПЧП происходит перестрелка между полицией Чикаго и членами ПЧП., О’Нил ускользает, а полиция поджигает здание. О’Нил не хочет больше быть информатором, но Митчелл игнорирует его мнение.
Хэмптон обжалует предъявленные обвинения, и его освобождают из тюрьмы. Он воссоединяется с Деборой, которая ждёт от него ребёнка. Члена ПЧП Джимми Палмера, госпитализированного после перестрелки с полицейским, убивают во время перевода в другую больницу. Его товарищ по партии Джейк Винтерс, узнав о смерти Джимми, приходит в ярость и убивает нескольких офицеров полиции, после чего погибает сам.
После отклонения апелляции Хэмптона, директор ФБР Дж. Эдгар Гувер приказывает «нейтрализовать» Хэмптона до того, как он вернется в тюрьму. Митчелл заставляет О’Нила оказать помощь для осуществления этого плана и предупреждает, что ПЧП будет мстить ему, если узнают, что он информатор. О’Нил неохотно соглашается на сотрудничество. Агент ФБР вручает О’Нилу флакон со снотворным и приказывают подсыпать его Хэмптону. На следующий вечер члены ПЧП собираются в квартире Хэмптона перед тем, как он отправится в тюрьму. Лидер банды союзников предлагает Хэмптону деньги, чтобы тот бежал из страны, но он отказывается и вместо этого просит создать трастовый фонд имени Джейка. С наступлением вечера О’Нил подсыпает Хэмптону снотворное и вскоре после этого уходит. Через несколько часов офицеры и агенты врываются в квартиру и убивают Хэмптона. О’Нил встречается с Митчеллом, который дает ему деньги и ключи от заправки, которая теперь принадлежит ему и будет приносить легальный доход. О’Нил неохотно принимает подарок и кладет в карман.
Фильм заканчивается архивными записями речей Хэмптона, его похоронной процессии и телевизионного интервью, которое О’Нил дал телевидению в 1989 году. В финальных титрах сообщается, что О’Нил был активным членом ПЧП и информатором ФБР до начала 70-х. 15 января 1989 года, в день выхода своего телеинтервью на канале PBS, О’Нил покончил жизнь самоубийством. В 1970 году выжившие во время рейда вместе с родственниками погибших подали иск на 47,7 млн долларов против ФБР, полицейского департамента Чикаго и прокуратуры штата, обвинив их в организации убийства Фреда Хэмптона. После 12 лет борьбы за справедливость им был выплачен 1,85 млн долларов, самая крупная на тот момент выплата в истории гражданского судопроизводства США. Сегодня Фред Хэмптон-младший и его мать являются председателем и членом правления новой организации черных пантер Black Panther Party Cubs.

## В ролях
- Лакит Стэнфилд — Уильям «Билл» О’Нил[англ.], информатор ФБР, проникший в партию Чёрных пантер (ПЧП).
- Дэниел Калуя — Фред Хэмптон, глава ячейки ПЧП в Чикаго.
- Джесси Племонс — Рой Митчелл, специальный агент ФБР, куратор О’Нила.
- Доминик Фишбэк — Дебора Джонсон[англ.], подруга Хэмптона и член ПЧП.
- Эштон Сандерс — Джимми Палмер, член ПЧП.
- Элджи Смит[англ.] — Джейк Уинтерс, член ПЧП.
- Даррел Бритт-Гибсон[англ.] — Бобби Раш, один из учредителей ячейки ПЧП в Чикаго.
- Лил Рел Хауэри — Уэйн, агент ФБР под прикрытием.
- Доминик Торн — Джуди Хармон, член ПЧП.
- Мартин Шин — Дж. Эдгар Гувер, директор ФБР.
- Амари Читом — Род Коллинз, лидер «Корон», вымышленной чикагской банды.
- Крис Дэвис — Стил, участник «Корон».
- Йен Дафф — Док Стейчел.
- Калеб Эберхардт — Боб Ли.
- Роберт Лонгстрит — специальный агент Карлайл, коллега Митчелла из ФБР.
- Эмбер Чардей Робинсон — Бетти Коучмен.
- Николас Велес — Хосе Ча-Ча Хименес, основатель банды «Молодые лорды».
- Терайл Хилл — Джордж Сэмс, член ячейки ПЧП в Нью-Хейвене.
- Джермейн Фаулер (в титрах не указан) — Марк Кларк, член ПЧП.

## Производство
Съёмки начались в Кливленде, штат Огайо, 21 октября 2019 года. 25 и 26 ноября 2019 года съемки проходили в исправительном учреждении штата Огайо в Мэнсфилде. Через 42 дня производство завершилось 19 декабря 2019 года. Кристан Спраг приступил к монтажу фильма в январе 2020 года, незадолго до того, как десятки студий были закрыты из-за пандемии COVID-19 в Нью-Йорке, что позднее привело к тому, что члены съёмочной группы работали удаленно во время монтажа. В июле 2020 года было подтверждено название фильма — «Иуда и чёрный мессия».

## Критика и отзывы
«Иуда и чёрный мессия» собрал 2,5 миллиона долларов в 1 888 кинотеатрах за четырехдневный уик-энд, заняв второе место по кассовым сборам после «Семейки Крудс 2: Новоселье». Около 61 % аудитории составляли афроамериканцы и 21 % европеоиды, мужчины и женщины разделились поровну, и 75 % были старше 25 лет.
Обзор агрегатора Rotten Tomatoes сообщает, что 96 % из 323 критиков дали фильму положительный отзыв, со средней оценкой 8,3 / 10. Согласно Metacritic, который присвоил средневзвешенный балл 86 из 100 на основе 45 обзоров, фильм получил «всеобщее признание».

## Награды и номинации
| Награда                               | Дата вручения   | Категория                              | Номинанты и получатели                                     | Результат | П.     |
| ------------------------------------- | --------------- | -------------------------------------- | ---------------------------------------------------------- | --------- | ------ |
| Американский институт киноискусства   | 25 января 2021  | 10 лучших фильмов                      | «Иуда и чёрный мессия»                                     | Победа    | [ 13 ] |
| Национальный совет кинокритиков США   | 26 января 2021  | Десять лучших фильмов                  | «Иуда и чёрный мессия»                                     | Победа    | [ 14 ] |
| Золотой глобус                        | 28 февраля 2021 | Лучший актёр второго плана — кинофильм | Дэниел Калуя                                               | Победа    | [ 15 ] |
| Золотой глобус                        | 28 февраля 2021 | Лучшая песня                           | «Fight for You» (D’Mile, H.E.R., Tiara Thomas)             | Номинация | [ 15 ] |
| Выбор критиков                        | 7 марта 2021    | Лучший актёр второго плана             | Дэниел Калуя                                               | Победа    | [ 16 ] |
| Выбор критиков                        | 7 марта 2021    | Лучший актёрский ансамбль              | «Иуда и чёрный мессия»                                     | Номинация | [ 16 ] |
| Премия Гильдии сценаристов США        | 21 марта 2021   | Лучший оригинальный сценарий           | Уилл Берсон, Шака Кинг, Кенни и Кейт Лукасы                | Номинация | [ 17 ] |
| Премия Гильдии продюсеров США         | 24 марта 2021   | Лучший продюсер фильма                 | Чарльз Д. Кинг, Райан Куглер и Шака Кинг                   | Номинация | [ 18 ] |
| Премия Гильдии киноактёров США        | 4 апреля 2021   | Лучший актёр второго плана             | Дэниел Калуя                                               | Победа    | [ 19 ] |
| BAFTA                                 | 11 апреля 2021  | Лучший актёр второго плана             | Дэниел Калуя                                               | Победа    | [ 20 ] |
| BAFTA                                 | 11 апреля 2021  | Лучшая актриса второго плана           | Доминик Фишбэк                                             | Номинация | [ 20 ] |
| BAFTA                                 | 11 апреля 2021  | Лучшая операторская работа             | Шон Боббитт                                                | Номинация | [ 20 ] |
| BAFTA                                 | 11 апреля 2021  | Лучший кастинг                         | Алекса Л. Фогел                                            | Номинация | [ 20 ] |
| Премия Гильдии художников по костюмам | 13 апреля 2021  | Лучшие костюмы в историческом фильме   | Шарлиз Антуанетт Джонс                                     | Номинация | [ 21 ] |
| Оскар                                 | 25 апреля 2021  | Лучший фильм                           | Шака Кинг, Чарльз Д. Кинг и Райан Куглер                   | Номинация | [ 22 ] |
| Оскар                                 | 25 апреля 2021  | Лучший актёр второго плана             | Дэниел Калуя                                               | Победа    | [ 22 ] |
| Оскар                                 | 25 апреля 2021  | Лучший актёр второго плана             | Лакит Стэнфилд                                             | Номинация | [ 22 ] |
| Оскар                                 | 25 апреля 2021  | Лучший оригинальный сценарий           | Уилл Берсон, Шака Кинг, Кенни Лукас и Кит Лукас            | Номинация | [ 22 ] |
| Оскар                                 | 25 апреля 2021  | Лучшая операторская работа             | Шон Боббитт                                                | Номинация | [ 22 ] |
| Оскар                                 | 25 апреля 2021  | Лучшая песня к фильму                  | H.E.R., Dernst Emile II, Tiara Thomas (за «Fight for You») | Победа    | [ 22 ] |
| Грэмми                                | 31 января 2022  | Лучшая песня для визуальных медиа      | H.E.R., Dernst Emile II, Tiara Thomas (за «Fight for You») | Ожидается |        |